# Saint-Fargeau metróállomás
A Saint-Fargeau egy metróállomás Franciaországban, Párizsban a párizsi metró 3bis metróvonalán. Tulajdonosa és üzemeltetője a RATP.

## Metróvonalak
Az állomást az alábbi metróvonalak érintik:
- 3bis metróvonal

## Kapcsolódó állomások
A metróállomáshoz az alábbi állomások vannak a legközelebb:
- Pelleport (Gambetta, 3bis metróvonal)
- Porte des Lilas (Porte des Lilas, 3bis metróvonal)